# Ruta 219 (Costa Rica)
La Ruta 219, oficialmente Ruta Nacional Secundaria 219, es una ruta nacional de Costa Rica ubicada en la provincia de Cartago.

## Descripción
Es la principal vía de acceso al Parque nacional Volcán Irazú, y tomando la Ruta 417 a partir de esta, se puede acceder al Parque nacional Volcán Turrialba. El Sanatorio Durán se puede acceder por medio de esta ruta, y existe un mirador camino al poblado de San Juan de Chicuá para observar el sanatorio de forma panorámica.
En la provincia de Cartago, la ruta atraviesa el cantón de Cartago (los distritos de Carmen, San Nicolás), el cantón de Alvarado (el distrito de Pacayas), el cantón de Oreamuno (los distritos de San Rafael, Cot, Potrero Cerrado, Santa Rosa).